# Osvaldo Nemirovsci
Osvaldo Mario Nemirovsci (Buenos Aires, 3 de marzo de 1950) es un político y funcionario argentino radicado en San Carlos de Bariloche a partir de junio del año 1976. Fue coordinador general del Consejo de Televisión Digital Terrestre en Argentina, legislador provincial entre 1987 y 1995 y diputado nacional entre 2003 y 2007. 
En los años 70 y luego de breves tránsitos por agrupamientos de izquierda estudiantil no partidaria, fue integrante de la Juventud Universitaria Peronista lugar desde el cual accedió a la presidencia del Centro de Estudiantes de la Facultad de Derecho y Ciencias Sociales de la Universidad Nacional de Buenos Aires y en representación del claustro de estudiantes obtuvo una banca en el Consejo Superior de esa casa de estudios.
Perseguido político desde tiempo antes del golpe del 24 de marzo de 1976, parte en junio de año rumbo al exilio interno que lo encuentra en la localidad de montaña San Carlos de Bariloche de la Provincia de Río Negro.
En 1981 retoma su actividad militante en forma semipública y ya en 1983 se dedica a la participación activa e intensa en la reorganización del Partido Justicialista rionegrino, que lo encuentra casi siempre en lugares de oposición a las conducciones oficiales.
Legislador provincial en dos períodos desde 1987 a 1995, vuelve en 2003 como representante de los rionegrinos pero en este caso a la Cámara de Diputados de la Nación donde ejerció hasta 2007 la presidencia de la Comisión de Comunicaciones e Informática, donde se especializó en medios de comunicación y sostuvo el desarrollo y crecimiento de LADE en la Patagonia. Fue designado Director Titular de Aeropuertos Argentina 2000 en representación del Estado Nacional.